# Dnestrovsc
Dnestrovsc es una localidad de Moldavia, en el distrito (Raión) de Slobozia. La ciudad se encuentra bajo control de la autoproclamada república de Transnistria.
Se encuentra a una altitud de 10 m sobre el nivel del mar. 

## Demografía
Según estimación 2010 contaba con una población de 8 986 habitantes.

## Personas notables
- Roman Konoplev (1973), publicista y escritor.